# Фиксатор запаха
Фиксатор запаха (англ. fixative, aroma fixative) — вещество, которое способно длительное время сохранять запах парфюмерного вещества. Обычно фиксаторы не принимают участия в парфюмерной композиции, хотя зачастую имеют собственный запах.
Фиксаторы замедляют испарение менее стойких парфюмерных веществ.
Четыре классических фиксатора животного происхождения: мускус, цибет, амбра, кастореум.
Синтетические фиксаторы: бензилбензоат, бензилсалицилат, дипропиленгликоль, бензофенон.